# Пикардија
Пикардија (фр. Picardie) је бивши регион у северној Француској.

## Историја
Данашњи регион Пикардија је много већи од историјске провинције Пикардије. У прошлости су југ департмана Ен и већи део департмана Оаза били делови провинције Париски регион, док су север департмана Ен и департман Сома били у Пикардији. По Пико Белова је област у Француској добила име Пикардија.

## Економија
Док на северу регије у индустријском подручју Сен-Кантен (Saint-Quentin) влада криза, југ је све богатији због великог броја Парижана који се углавном селе у департман Оаза, где се налазе предграђа Париза.

## Становништво
Између 1990. и 1999. становништво департмана Оаза расло је брзином од 0,61% годишње, док је департман Ен изгубио доста становништва, а становништво у департману Соми је расло, брзином од 0,16% годишње. Данас, 41,3% становништва Пикардије живе у департману Оаза, који историјски и није део Пикардије.

## Администрација
Регионални парламент Пикардије се састоји од 57 посланичких места. На изборима 2004. годину већину места (34) је добила коалиција Социјалистичке партије, Комунистичке партије - Странке радикалне левице и Зелених. Коалиција две десничарске странке Уније за демократску Француску и Уније за народни покрет је добила 15 посланичких места, а радикално десна странка Национални фронт је добила 8 места.